# دهه ۵۰ (پیش از میلاد)

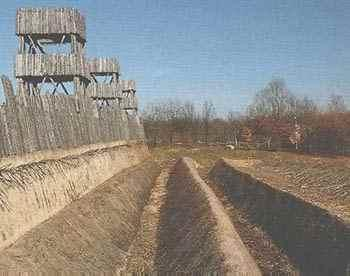
مرتبط

دهه ۵۰ (پیش از میلاد) ۵مین دهه قبل از مبدا شروع تقویم میلادی است.